# Charlene Carruthers
Charlene Carruthers es una activista y autora feminista queer negra cuyo trabajo se centra en el desarrollo del liderazgo. Trabajó con organizaciones activistas norteamericanas de alto perfil, incluidas Color of Change y Women's Media Center. Es miembro fundadora del Black Youth Project 100 (BYP100) y fue directora o coordinadora nacional desde la fundación de la organización en 2013. Es la autora de Unapologetic: A Black, Queer, and Feminist Mandate for Radical Movements publicado por Penguin Random House en 2018. 

## Carrera activista
Carruthers cita sus estudios en Sudáfrica a los 18 años como su despertar político. Desde entonces, gran parte de su trabajo se centró en desarrollar una participación política y un liderazgo de base amplia para las comunidades marginadas. Además de en Black Youth Project 100, colaboró y formó parte de varias organizaciones políticas estadounidenses, como Arcus Foundation, Wellstone Action y la National Association for the Advancement of Colored People (NAACP).
Uno de los temas recurrentes en su trabajo es la creación de coaliciones entre grupos con experiencias de marginación muy diferentes, unidos bajo la bandera de la destrucción de la estructura de poder que sustenta cada una de sus opresiones. Como mujer queer negra, sus experiencias la preparan para entrelazar los hilos, a menudo inconexos, del activismo feminista, el movimiento LGBTIQ y la justicia racial.
Su trabajo sigue implicando colaboraciones transnacionales y la construcción de puentes, incluida su labor con grupos de defensa de los inmigrantes y su participación en una histórica delegación de activistas negros a Palestina destinada a fomentar los vínculos personales y organizativos entre los movimientos por la justicia palestino y afroamericano. En la política electoral estadounidense, Carruthers expresó su intención de votar por Joe Biden en las elecciones de 2020.

### Black Youth Project 100
En julio de 2013, Carruthers fue uno de los 100 líderes activistas negros reunidos por el Black Youth Project en Chicago para un encuentro destinado a crear redes de organización para el activismo juvenil negro en todo el país. En el segundo día de la reunión se anunció en Florida que George Zimmerman había sido absuelto del asesinato de Trayvon Martin, que se produjo el 26 de febrero de 2012. Este veredicto impulsó a Carruthers y a los demás activistas a formar el Black Youth Project 100 para organizar el activismo joven negro como resistencia a las opresiones estructurales.Aunque al principio se mostró reacia a asumir el papel de coordinadora nacional, se dio cuenta de la oportunidad que brindaba la agitación que había estallado tras el veredicto. El BYP100 invierte de manera significativa en la formación de líderes, fortaleciendo la generación del activismo negro.
En acciones públicas y en los medios de comunicación, Carruthers enfatiza que las estructuras opresivas, como la raza, el género, la sexualidad y el estatus económico, se superponen de tal manera que no permiten abordar la resistencia a solo una de ellas. Por el contrario, exigen una acción unificada para derrocar todo el sistema.
Las iniciativas del BYP100 encarnan esta perspectiva de opresiones interconectadas, abordando problemas relacionados con múltiples opresiones sistémicas. Por ejemplo, la publicación Agenda to Keep us Safe identifica que para lograr la justicia en cuestiones de género y raza, ésta debe abordarse desde la justicia económica y el desarrollo del poder económico local. Carruthers criticó especialmente el complejo carcelario-industrial (concepto acuñado a partir del «complejo militar-industrial» de los años de 1950, utilizado por académicos y activistas para describir las numerosas relaciones entre las instituciones penitenciarias y las diversas empresas que se benefician de ellas) y el vínculo escuela-prisión (tendencia desproporcionada de menores y adultos jóvenes procedentes de entornos desfavorecidos a ser encarcelados debido a políticas), pues desempeñan un papel enorme en la configuración de las experiencias de opresión de las personas y comunidades de color, las personas transgénero y no binarias, y los pobres.

### Brutalidad policial
Es critica especialmente de la brutalidad policial, y la inapropiada respuesta gubernamental a los grandes casos de brutalidad, y las motivaciones y mecanismos fundamentales del Sistema de justicia penal estadounidense. En agosto de 2014, fue a Ferguson, Missouri, para capacitar y organizar la respuesta de los jóvenes negros mientras la ciudad estaba conmocionada por la muerte a tiros de Mike Brown, de 18 años, por el policía Darren Wilson.

#### Departamento de policía de Chicago
Como originaria de Chicago, Carruthers criticó frecuentemente al Departamento de Policía de Chicago, organizando manifestaciones por la muerte a tiros de Rekia Boyd, de 22 años. También respondió al asesinato de Laquan McDonald, de 17 años, a manos de un oficial de policía de servicio, condenando el manejo del evento por parte de la ciudad, especialmente la participación de la oficina del alcalde en el encubrimiento de las imágenes que duró un año. Exigió la renuncia del alcalde Rahm Emanuel y de la fiscal estatal del condado de Cook, Anita Álvarez.

## Obras publicadas
- Carruthers, Charlene (2018), «Hearing Assata Shakur's Call: A Black Feminist Reflection on "To My People"», WSQ: Women's Studies Quarterly 46 (3–4): 222-225, OCLC 7900054322, doi:10.1353/wsq.2018.0042.
- Carruthers, Charlene (2018), Unapologetic: a Black, queer, and feminist mandate for radical movements, Boston, Massachusetts: Beacon Press, OCLC 1014037040.